# Anna Ushenina
Anna Ushenina (sinh 30 tháng 8 năm 1985 tại Kharkiv) là một nữ đại kiện tướng cờ vua người Ukraina. Chị là nhà vô địch nữ thế giới thứ 14, sau khi thắng Antoaneta Stefanova ở trận chung kết năm 2012. Bằng việc vô địch thế giới, Ushenina cũng đạt được danh hiệu đại kiện tướng. Năm 2013, Ushenina không bảo vệ được ngôi vô địch thế giới sau khi thua đấu thủ thách đấu Hầu Dật Phàm 1,5-5,5.